# Vorterøya
Vorterøya est une île située dans la kommune de Skjervøy, dans le comté de Troms en Norvège. Elle se trouve à l'ouest de l'île Kågen et au nord de l'île d'Uløya.